# Парк Зарјадје
Парк Зарјадје (рус. Зарядье) је пејзажни урбани парк који се налази поред Црвеног трга у Москви, у Русији, на месту некадашњег хотела Русија (Россия). То је први јавни парк изграђен у Москви после више од 50 година, а претходни је био парк совјетског пријатељства изграђен за Фестивал омладине и студената 1957. године. Парк су 9. септембра 2017. године свечано отворили руски председник Владимир Путин и градоначелник Москве Сергеј Собјањин.
Часопис Time ставља парк Зарјадје на листу најпрепоручиванијих места за посету на свету за 2018. годину.

## Опис
Површина објеката парка је скоро 78.000 квадратних метара, од чега 25.200 квадратних метара заузима вишенаменска концертна сала. Парк такође има подземни паркинг за 430 аутомобила. Његова изградња коштала је више од 480 милиона долара. Планови за нови парк први пут су постављени 2012. године када су град Москва и његов главни архитекта Сергеј Кузњецов организовали конкурс како би се историјски приватизовано, комерцијално подручје Зарјадје претворило у јавни парк. Међународни конзорцијум за дизајн који предводи Diller Scofidio + Renfro са Hargreaves Associates, Citymakers и BuroHappold Engineering, изабран је од 90 пријава из 27 различитих земаља. Одабраним дизајном конкурса требало је створити парк који носи руско и московско наслеђе.
Главна карактеристика парка су његови објекти смештени у пејзажу, док је сам парк подељен у четири климатске зоне: шума, степа, тундра и плавне равнице. Ове зоне су организоване на терасама које се спуштају од североистока ка југозападу, а сваки слој преко следећег ствара укупно 14.000 квадратних метара затворених, програмираних простора интегрисаних у пејзаж: природа и архитектура делују као једно. Посетиоци могу да уживају у погледу на реку са конзоле 70 метара изнад реке Москве, медијском центру, центру природе, ресторану, пијаци, два амфитеатра и концертној дворани филхармоније.
Још једна предност новог парка је живописни поглед на Кремљ, у коме посетиоци могу уживати са плутајућег моста преко реке Москве.

### Плутајући мост
Плутајући мост је танка ваздушна конструкција у облику слова „V“ са великим наставком изнад воде. То је структура од 70 метара без иједног носача. Носећа конструкција моста је од бетона, а украсни елементи од метала; под је дрвени. Конструкција издржава оптерећење од 240 тона што одговара три до четири хиљаде људи. Постављене су високе ограде тако да нико не може да се попне или прескочи странице моста.

### Медија центар
Медијски центар покрива површину од 8500 квадратних метара. Излаже руске природне и архитектонске знаменитости и покрива различите теме руске историје, попут Бородинске битке, пожара у Москви (1812) и Савета у Филију (после Бородинске битке). У једном од павиљона медијског центра гледаоцима се приказују филмови о споменицима културе, заштићеним подручјима и историјским местима Русије. У биоскопу су три реда столица смештена на покретној платформи испред конкавног платна, чији облик ствара панорамску слику.
Једина сала за дигиталне медије у Русији са цилиндричним екраном и интерактивном сликом виртуелно преноси гледаоце у доба током формирања Москве.

### Ледена пећина
Стилизовани павиљон са интерактивном изложбом посетиоцима говори о историји развоја крајњег севера. У једном делу павиљона одржава се температура испод 0 °C. За предвиђену дебљину леда потребно је смрзавање око 70 тона воде. Температура у пећини не расте изнад -2 °C и не пада испод -12 °C. Покривач саме пећине је природно беле боје.
У леденој пећини такође је покренут едукативни центар, „Амбасада очувања“. Запослени у националним резерватима и другим институцијама за заштиту животне средине могу овде да изводе образовне програме, као и да размењују искуства у области биологије и екологије.

### Концертна дворана
У парку се налази концертна сала са амфитеатром. Зграда испод стаклене куполе је мултифункционално концертно место. Зграда је постављена у брдо и по њеном крову је могуће ходати. Отворена је само стаклена фасада.
Нова филхармонија замењује концертно место срушеног хотела Русија, на чијем је месту изграђен парк. Домаћин је симфонијске музике, као и поп и џез концерата.

### Амфитеатри
Велики амфитеатар смештен је уз Филхармонију и покривен је стакленом куполом, како би публику заштитио од кише. Амфитеатар је степенасте конструкције, која се спушта са брда на сцену. Места су направљена од дрвета. Стазе између редова су испуњене ситним шљунком и чине део система за одводњавање. Амфитеатар се органски уклапа у природни пејзаж парка. Велики отворени амфитеатар у парку може да прими 1500 гледалаца.
Мали амфитеатар, у коме је постављен медијски екран, дизајниран је за 400 посетилаца. Екран се користи за пројекције филмова, концерте, предавања и друге догађаје.

### Атракција „Лет изнад Русије“
На параболичном екрану од 12 метара, гледаоцима који седе на посебним динамичким платформама приказује се око 30 јединствених природних локација у Русији, снимљених са висине. У једној сесији атракција може да прими 40 људи, а њен капацитет је 400 гледалаца на сат.